# 克日什托夫·谢米翁
克日什托夫·谢米翁（波蘭語：Krzysztof Siemion，1966年2月1日—），波兰男子举重运动员。他曾代表波兰参加1988年、1992年和2000年夏季奥林匹克运动会举重比赛，其中1992年奥运会获得一枚银牌。